# Västra Halstjärnen
Västra Halstjärnen är en sjö i Rättviks kommun i Dalarna och ingår i Dalälvens huvudavrinningsområde. Sjön har en area på 0,0571 kvadratkilometer och ligger 324,9 meter över havet.

## Delavrinningsområde
Västra Halstjärnen ingår i det delavrinningsområde (676727-145982) som SMHI kallar för Ovan Kvarnhusbäcken. Medelhöjden är 321 meter över havet och ytan är 25,57 kvadratkilometer. Räknas de 5 avrinningsområdena uppströms in blir den ackumulerade arean 64,48 kvadratkilometer. Draggån som avvattnar avrinningsområdet har biflödesordning 3, vilket innebär att vattnet flödar genom totalt 3 vattendrag innan det når havet efter 312 kilometer. Avrinningsområdet består mestadels av skog (71 procent) och sankmarker (19 procent). Avrinningsområdet har 0,06 kvadratkilometer vattenytor vilket ger det en sjöprocent på 0,2 procent.